# Yuliana Lizarazo
Yuliana Lizarazo, née le 23 mai 1993 à Cúcuta est une joueuse colombienne de tennis.

## Carrière professionnelle
Elle débute sur le circuit WTA en 2011 lors des qualifications du tournoi de tennis de Bogota. Elle joue régulièrement pour l'équipe colombienne en Fed Cup/Coupe Billie Jean King.
En mars 2023, elle parvient en finale du double du tournoi de Monterrey avec sa compatriote Maria Paulina Pérez Garcia. Elle remporte le titre face à la paire Kimberly Birrell / Fernanda Contreras Gómez.

## Palmarès

### Titre en double dames
| No | Date       | Nom et lieu du tournoi        | Catégorie | Dotation  | Surface    | Partenaire          | Finalistes                          | Score            |          |
| -- | ---------- | ----------------------------- | --------- | --------- | ---------- | ------------------- | ----------------------------------- | ---------------- | -------- |
| 1  | 27-02-2023 | Abierto GNP Seguros Monterrey | WTA 250   | 259 303 $ | Dur (ext.) | María Paulina Pérez | Kimberly Birrell Fernanda Contreras | 6-3, 5-7, [10-5] | Parcours |

### Finale en double dames
Aucune.

### Finales en double en WTA 125
| No | Date       | Nom et lieu du tournoi                 | Catégorie | Dotation  | Surface      | Vainqueures                                    | Partenaire          | Score     |          |
| -- | ---------- | -------------------------------------- | --------- | --------- | ------------ | ---------------------------------------------- | ------------------- | --------- | -------- |
| 1  | 14-08-2023 | Baranquilla Open Barranquilla          | WTA 125   | 115 000 $ | Dur (ext.)   | Valentíni Grammatikopoúlou Déspina Papamichaíl | María Paulina Pérez | 7-62, 7-5 | Parcours |
| 2  | 11-09-2023 | Zavarovalnica Sava Ljubljana Ljubljana | WTA 125   | 115 000 $ | Terre (ext.) | Amina Anshba Quinn Gleason                     | Freya Christie      | 6-3, 6-4  | Parcours |
| 3  | 04-12-2023 | Montevideo Open Montevideo             | WTA 125   | 115 000 $ | Terre (ext.) | María Carlé Julia Riera                        | Freya Christie      | 7-6, 7-5  | Parcours |

## Parcours en Grand Chelem

### En simple dames
N'a jamais participé à un tableau final.

### En double dames
N'a jamais participé à un tableau final.

## Classements WTA en fin de saison
| Année          | 2008 | 2009 | 2010 | 2011 | 2012 | 2013 | 2014 | 2015 | 2016 | 2017 | 2018 | 2019 | 2020 | 2021 | 2022 | 2023 | 2024 |
| Rang en simple | 900  | 796  | 575  | 401  | 467  | 846  | 356  | 902  | 793  | –    | –    | 550  | 583  | 570  | 401  | 823  | 684  |
| Rang en double | –    | 945  | 629  | 489  | 601  | 970  | 374  | 623  | 470  | –    | 1313 | 408  | 388  | 420  | 273  | 116  | 280  |

Source : (en) Classements de Yuliana Lizarazo sur le site officiel de la Fédération internationale de tennis